# Scopula ochraceata
Scopula ochraceata là một loài bướm đêm trong họ Geometridae.